# Warri Wolves FC
Der Warri Wolves Football Club ist ein 2007 gegründeter nigerianischer Fußballverein aus Warri, der aktuell in der ersten Liga, der Nigeria Professional Football League, spielt.

## Stadion
Der Verein trägt seine Heimspiele im Warri Township Stadium in Warri aus. Das Stadion hat ein Fassungsvermögen von 20.000 Personen.
Koordinaten: 5° 30′ 42″ N, 5° 45′ 23″ O

## Saisonplatzierung
| Saison  | Liga                                 | Level | Platz | Nigerian FA Cup |
| ------- | ------------------------------------ | ----- | ----- | --------------- |
| 2019    | Nigeria Football League              | 2     | 4. ▲  |                 |
| 2019/20 | Nigeria Professional Football League | 1     | 9.    |                 |

1. ↑  Die Saison wurde nach dem 25. Spieltag abgebrochen.

## Trainerchronik
| Trainer          | Nation      | von                | bis                |
| ---------------- | ----------- | ------------------ | ------------------ |
| Maurice Cooreman | Belgien     | 1. Januar 2005     | 1. Januar 2006     |
| Solomon Ogbeide  | Nigeria     | 2008               | 2009               |
| Paul Aigbogun    | Nigeria     | 1. Januar 2010     | 20. Februar 2012   |
| Maurice Cooreman | Belgien     | 20. Februar 2012   | 15. September 2012 |
| Edema Fuludu     | Nigeria     | 2012               |                    |
| Solomon Ogbeide  | Nigeria     | 2013               |                    |
| Paul Aigbogun    | Nigeria     | 1. Januar 2014     | 1. Januar 2016     |
| Sam Okpodu       | Nigeria     | 10. Januar 2016    | 30. Juni 2016      |
| Ard Sluis        | Niederlande | 2016               |                    |
| Ngozi Elechi     | Nigeria     | 16. August 2019    | 21. September 2019 |
| Evans Ogenyi     | Nigeria     | 21. September 2019 | heute              |